# Habenaria alinae
Espèce
Synonymes
- Plantaginorchis alinae (Szlach.) Szlach.[1]

Habenaria alinae Szlach. est une espèce de plantes de la famille des Orchidaceae et du genre Habenaria. Elle est endémique du Cameroun.

## Étymologie
Son épithète spécifique alinae fait référence à l'épouse de Dariusz Szlachetko, Alina.